# Atárbio
Atárbio (em latim: Atarbius) foi um oficial romano do século IV, ativo sob os imperadores Constâncio II (r. 337–361), Valentiniano I (r. 364–375) e Valente (r. 364–378). Atárbio era nativo de Ancira e portanto um gálata. Entre 362-363, como atestável por várias epístolas de Libânio e uma lei (XI 70.1) do Código de Justiniano, ocupou a posição de governador (presidente) de Eufratense. Em 364, foi governador da Macedônia. Segundo a epístola 83 (de 359) de Libânio, Atárbio tinha influência na corte.